# Казимир Малевич (монета)
«Казими́р Мале́вич» — ювілейна монета номіналом 2 гривні, випущена Національним банком України. Присвячена художнику, одному із засновників супрематизму, визначному теоретику авангардного мистецтва, педагогу — Казимиру Севериновичу Малевичу. Уродженець Києва, який початкову художню освіту здобув у Київській рисувальній школі М. Мурашка, Казимир Малевич став одним із найвпливовіших художників ХХ ст., викладав у мистецьких навчальних закладах Москви, Вітебська, Петербурга, Києва. Його послідовниками стали українські та німецькі конструктивісти, американські мінімалісти, французькі абстракціоністи.
Монету введено в обіг 5 листопада 2019 року. Вона належить до серії «Видатні особистості України».

## Опис та характеристики монети
| Номінал грн. | Метал      | Маса, грам | Діаметр, мм. | Якість виготовлення       | Гурт     | Тираж, штук |
| ------------ | ---------- | ---------- | ------------ | ------------------------- | -------- | ----------- |
| 2            | нейзильбер | 12,8       | 31           | спеціальний анциркулейтед | рифлений | 35 000      |

### Аверс

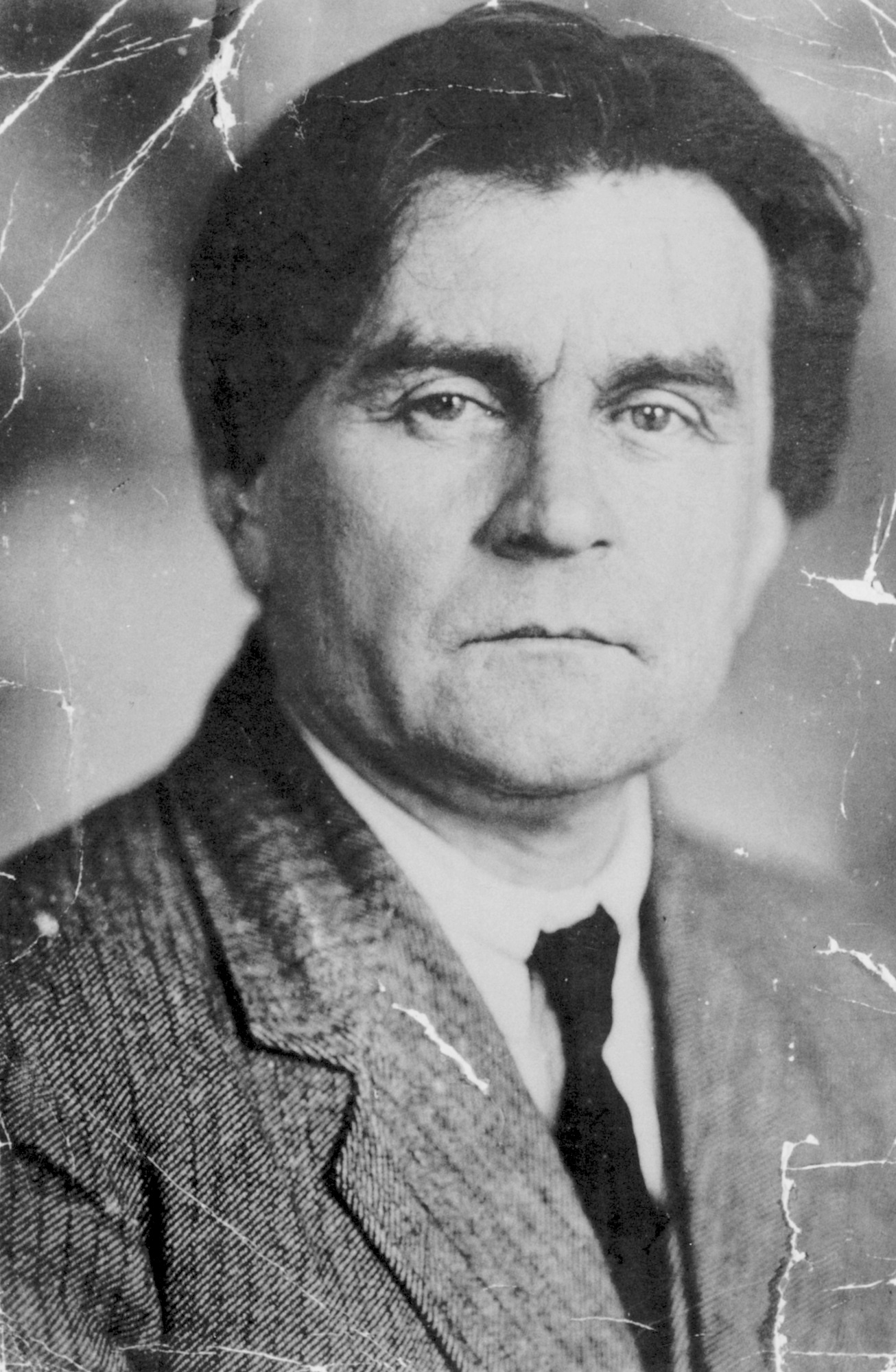
Казимир Малевич

На аверсі монети розміщено: угорі на дзеркальному тлі — малий Державний Герб України, праворуч від якого — напис «УКРАЇНА», на матовому тлі — стилізований портрет Казимира Малевича, унизу написи — «2 ГРИВНІ/2019»; ліворуч під портретом логотип Банкнотно-монетного двору Національного банку України.

### Реверс
На реверсі монети на матовому тлі стилізовано-фактурно зображено художнє полотно, підготовлене до роботи, на тлі якого внизу розміщено напис «КАЗИМИР/МАЛЕВИЧ», унизу — роки життя «1879/1935».

## Автори
- Художники: Таран Володимир, Харук Олександр, Харук Сергій.
- Скульптори: Іваненко Святослав, Чайковський Роман.

## Вартість монети
Під час введення монети в обіг 2019 року, Національний банк України реалізовував монету за ціною 41 гривня.
Фактична приблизна вартість монети, з роками змінювалася так:
| Рік        | 2020 | 2021 | 2022 | 2023 | 2024 | 2025 |
| ---------- | ---- | ---- | ---- | ---- | ---- | ---- |
| Ціна, грн. | 50   | 50   | 60   | 145  | 165  | 170  |